# Бъдеще предварително време
Бъдеще предварително време е глаголно време, което означава резултат от бъдещо действие, извършено преди бъдещ ориентационен момент.

## В българския език
Бъдеще предварително време се образува с частицата ще, последвана от спомагателния глагол съм или бъда, спрегнат в сегашно време, и от миналото свършено деятелно причастие на неспомагателния глагол. В единствено число причастието има форми за мъжки, женски и среден род.
Примери: ще съм ходил, ще си мислила, ще е дошло, ще сме поправили.
Формите с бъда имат същия смисъл, но се използват много по-рядко:
 ще бъда дошъл, ще бъде преминала.
Пример за употребата на бъдеще предварително време:
До довечера ще съм поправил велосипеда.
Това изречение означава, че поправката на велосипеда предстои (бъдещо действие), но ще бъде извършена преди определен бъдещ момент (до довечера).
Отрицателните форми на бъдеще предварително време се образуват по два начина:
- С добавяне на отрицателната частица не пред положителната форма:
Не ще съм поправил велосипеда. Не ще бъда поправил велосипеда.
- С няма да вместо не ще:
Няма да съм поправил велосипеда. Няма да бъда поправил велосипеда.

Отрицателните форми с бъда се използват много по-рядко от формите със съм.
Формите с няма да се използват по-често от формите с не ще.
Бъдеще предварително време може да се преизказва:
— ще се заменя с щял, щяла, щяло или щели;
— няма да се заменя с нямало да.

### Замяна на бъдеще предварително с обикновено бъдеще време
Тъй като глаголните форми в бъдеще предварително време са твърде сложни, често се използва обикновено бъдеще време вместо бъдеще предварително, когато това не води до двусмислие. Например по-често се казва До довечера ще поправя велосипеда. вместо До довечера ще съм поправил велосипеда.
Такава замяна е недопустима, когато изречението съдържа
лексикален маркер за минало време спрямо бъдещия ориентационен момент:
Но нали след десет такива години, по тавани и хазаи, обичта отдавна ще е изчезнала.
(Из текст на Ст. Стратиев.)
Замяната е недопустима, когато води до промяна в смисъла:
След три години тази мода ще е изчезнала.
След три години тази мода ще изчезне.
В първото изречение изчезването на модата предшества изтичането на тригодишния срок,
докато във второто изречение е обратното.

### Съвпадеж с предположителните глаголни форми на минало неопределено време
Формите на бъдеще предварително време съвпадат в изявително наклонение
с предположителните глаголни форми на минало неопределено време:
Изглежда неспокоен. Ще (да) е разбрал истината. = Вероятно е разбрал истината.
Тръгна скоро, така че не ще (да) е отишъл далече. = Вероятно не е отишъл далече.
Тръгна скоро, така че няма да е отишъл далече. има същия смисъл.
Времето в тези изречения не е бъдеще. Предположението се отнася за настоящето.
Добавките (не) ще и няма да показват само, че пълна сигурност
може да се постигне единствено с допълнителна проверка в някакъв бъдещ момент:
Ще (да) е разбрал истината. = Ако проверим, ще се окаже, че е разбрал истината.

### Често срещани грешки
Често срещана грешка е използването на минало несвършено деятелно причастие:
- ще съм научел;
- няма да съм ходел;
- ще е мислел;
- ще съм четял.

Това са предположителни форми на минало несвършено време.
Правилни са изразите с минало свършено деятелно причастие:
- ще съм учил;
- няма да съм ходил;
- ще е мислил;
- ще съм чел.